# Плотина Мареж
Плотина Мареж — бетонная, арочная плотина на реке Дордонь. 
Построена в 1935 году. На плотине так же была установлена особая система скрепления труб и клапанов, рассчитанная на многократную цементацию швов. Расположена в 4 км от Лижиньяк. Построена железнодорожной компанией, чтобы помочь Франции стать менее зависимой от импорта дорогостоящих энергоресурсов после Первой мировой войны.